# Itchy Daze
Itchy Daze var en rockgrupp från Hofors i Sverige, bildad 2005.

## Bakgrund
Itchy Daze bildades 2005 av Tomas Andersson, Mattias Klein, Patrik Nyman och Tomas Snellman på en midsommarfest där de 4 vännerna träffades. Gitarristen Tomas Snellman bestämde sig dock ganska snabbt för att lämna bandet och ersattes av Mattias Heldevik.
Den senaste banduppsättningen var Tomas Andersson (sång, gitarr), Mattias Klein (gitarr), Per Hartwig (bas) och Patrik Nyman (trummor). Bandet deltog i SR Gävleborgs Musikpris 2007  och vann denna vilket var ett lyft för bandet.
Sångaren Tomas Andersson medverkade även i 2007 års upplaga av TV-programmet Idol då han sökte till uttagningen i Borlänge.
Ninetone Records gav bandet ett skivkontrakt,  och 2008 släpptes debutsingeln "I Never Work On Mondays". Bandet spelade även in en video till denna låt.
I oktober 2008 släpptes första singeln "911" från kommande debutalbumet och i februari 2009 släpptes albumet Daze Of Our Lives i Sverige under Universal och senare i maj släpptes skivan i Japan under Radtone Records. Sommaren 2009 släpptes singeln "Monster" som snabbt blev en hit på radiokanalen Bandit 106,3(Sthlm) samt 104,8(Gbg).
Fredagen den 12 april 2013 berättade sångaren Tomas på Bandit Rock att Itchy Daze byter namn till Hank. Samtidigt premiärspelades den nya singeln "Rollercoaster".

## Medlemmar
Senaste medlemmar
- Tomas Andersson – sång, gitarr
- Mattias Klein – gitarr
- Patrik Nyman – trummor
- Per Hartwig – basgitarr

Tidigare medlemmar
- Tomas Snellman – gitarr
- Mattias Johansson – basgitarr
- Mattias Heldevik – gitarr

## Diskografi
Studioalbum
- Daze Of Our Lives –  2009
- Promise Little, Ruin Much – 2011

Singlar
- "I Never Work On Mondays" –  2008
- "911" – 2008